# Zygmunt Skonieczny
Zygmunt Skonieczny est un auteur, réalisateur et scénariste polonais de films documentaires né le 10 avril 1938 à Kosew.

## Biographie
Zygmunt Skonieczny est né le 10 avril 1938 à Kosew, un village dans la voïvodie de Łódź, situé dans le centre de la Pologne.
En 1956, il est diplômé d'un lycée pédagogique et devient enseignant. En 1962, il est diplômé en histoire dans la faculté de philosophie et d'histoire de l'université de Łódź. Il poursuit ensuite ses études à la faculté de philologie polonaise. Il termine ses études en 1967.
Parallèlement à ses études, à partir de 1962, il travaille au Studio Opracowań Filmów de Łódź (pl) et au studio de cinéma Wytwórnia Filmów Oświatowych (pl).
En 1970, il écrit avec Witold Żukowski le scénario du documentaire Plebiscyt – Powiśle, Warmia, Mazury rok 1920. Le film a été récompensé au Festival national du film documentaire Polska nad Odrą i Bałtykiem à Głogów en 1971.
En 1971, Zygmunt Skonieczny commence sa carrière de réalisateur en réalisant son premier film documentaire Marcin Kasprzak 1860–1905 à partir de son propre scénario.
Skonieczny réalise principalement des films documentaires, il a reçu de nombreux prix lors de festivals de cinéma.